# Donzdorf
Donzdorf település Németországban, azon belül Baden-Württembergben. Lakosainak száma 11 031 fő (2023. december 31.).

## Népesség
A település népessége az elmúlt években az alábbi módon változott:
| Lakosok száma | 7735 | 8841 | 10 439 | 11 036 | 10 949 | 11 503 | 11 085 | 11 014 | 10 765 | 11 031 |
|               | 1961 | 1967 | 1974   | 1980   | 1987   | 1993   | 2000   | 2006   | 2013   | 2023   |